# دينيس روبرتسون
دينيس روبرتسون (بالإنجليزية: Denise Robertson) (و. 1932 – 2016 م) هي مذيعة، وكاتبة من المملكة المتحدة . ولدت في سندرلاند .

## مناصب وهيئات
أدارت التلفزيون المستقل.

## جوائز
حصلت على جوائز منها:
- عضو رتبة الإمبراطورية البريطانية.